# União das Freguesias de Penalva de Alva e São Sebastião da Feira
União das Freguesias de Penalva de Alva e São Sebastião da Feira, kurz Penalva de Alva e São Sebastião da Feira, ist eine portugiesische Gemeinde (Freguesia) im Kreis (Concelho) von Oliveira do Hospital. Sie umfasst eine Fläche von 14,5 km² und hat 1123 Einwohner (Stand nach Zahlen von 2011).
Die Gemeinde entstand im Zuge der kommunalen Neuordnung Portugals am 29. September 2013 als Zusammenschluss der bisherigen Gemeinden Penalva de Alva und São Sebastião da Feira. Sitz der neuen Gemeinde wurde Penalva de Alva.